# Manuel Aguirre y Monsalbe

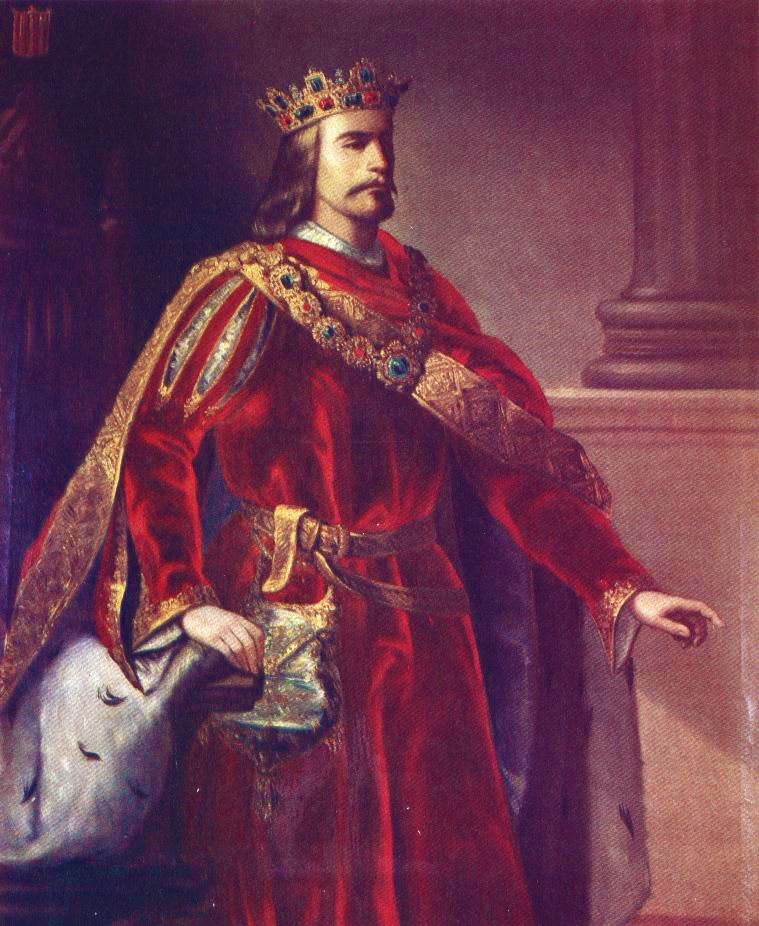
Retrato imaginario de Alfonso IV de Aragón, de Manuel Aguirre y Monsalbe. Ca. 1851-1854. (Diputación Provincial de Zaragoza).

Manuel Aguirre y Monsalbe (Málaga, 1822-Borja, 1856) fue un pintor romántico español. Andaluz de origen, se instaló en Aragón, donde produjo la mayor parte de su obra.
Pintó una serie de retratos idealizados de los reyes de la antigua Corona de Aragón para el Casino Principal de Zaragoza, hoy pertenecientes a la Diputación Provincial de Zaragoza.